# 만흔
만흔(萬訢, ? ~ ?)은 초한전쟁기 전한의 인물이다.

## 행적
낭중(郞中)을 지냈고, 고제 6년(기원전 201년), 개국공신으로서 아양후(阿陽侯)에 봉해졌다.
만흔은 《수경주》에서만 존재가 확인되는 인물로, 《사기》·《한서》의 공신표 모두 기록되어 있지 않다. 한편 반고는 고조공신표의 말미에 공신은 147명이라고 기록하였으나 실제로 표에서는 137명만 확인되는데, 이에 근거하여 누락된 공신 중 한 명으로 보기도 한다.

## 출전
- 역도원, 《수경주》 권5 하수(河水)

| 전임 (첫 봉건) | 전한의 아양후 기원전 201년 ~ ? | 후임 (불명) |